# Kadmium-szulfid
A kadmium-szulfid (képlete CdS) a kadmium egyik szervetlen vegyülete. A színe a citromsárgától a narancsvörösig változhat. Vízben oldhatatlan. Alig oldódik híg savakban, de tömény vagy meleg sav feloldja. Festékként használják kadmiumsárga néven.

## Kémiai tulajdonságai
Izzításkor oxigén hatására kadmium-szulfáttá oxidálódik. Szintén kadmium-szulfát képződik, ha a vegyület vizes szuszpenzióját ózonnal oxidálják. Ha a kadmium-szulfidot alumínium jelenlétében hevítik, kadmium válik szabaddá belőle.

## Előfordulása
A természetben a greenockit nevű ásványként fordul elő. Ez az ásvány hatszöges szerkezetű kristályokat alkot, kristályszerkezete a wurtzitéra emlékeztet.

## Előállítása
Kadmium-szulfid képződik, ha egy vízben oldható kadmiumsó oldatába kén-hidrogént vezetnek. Semleges kémhatású oldatból citromsárga, savas kémhatású oldatból vörösessárga színű csapadékként válik le.

## Felhasználása
A kadmium-szulfidot festék készítésére használják. Festék készül a greenockitból és a szintetikusan előállított kadmium-szulfidból is. Az ásványt festékkészítés céljából finom porrá őrlik és iszapoltatják. Kadmiumsárga néven kerül forgalomba.